# Traian Igaș
Traian Constantin Igaș (n. 29 septembrie 1968, Cristian, Sibiu) este un politician român, fost ministru al Administrației și Internelor din 27 septembrie 2010 din partea PDL în Cabinetul Boc 2.
A fost consilier local, consilier județean, deputat și actualmente senator.
Este căsătorit și are două fete, Andreea și Maria.

## Cariera politică
În perioada 1990-1995, a fost administrator la Organizația "Tineretul Liber Arădean", în 1996-2000 a fost director tehnic la SC Astralegno SRL și în 2000-2004 a fost administrator la SC Costello 2000 SRL.
În 1998 a devenit vicepreședinte PD, Filiala Pecica și în 2005 ajunge vicepreședinte al Biroului Permanent Județean al PD Arad.
În perioada 2000-2004, a fost consilier local al orașului Pecica, din județul Arad.
Din 2004 până în 2008 a fost consilier județean al Consiliului Județean Arad.
În legislatura 2004-2008 a fost deputat de Arad din partea Partidului Democrat-Liberal.
La alegerile din 2008 și cele din 2012 a fost ales senator de Arad din partea PDL. În februarie 2015, Traian Igaș a trecut la PNL. În cadrul activității sale parlamentare, Traian Igaș a fost membru în următoarele grupuri parlamentare de prietenie:
- în legislatura 2004-2008: Republica Serbia, Canada, Regatul Hașemit al Iordaniei;
- în legislatura 2008-2012: Ungaria, Republica Italiană, Regatul Hașemit al Iordaniei;
- în legislatura 2012-2016: Regatul Hașemit al Iordaniei, Albania, Ungaria, Republica Macedonia.